# Team IBT-Tripeak
Team IBT-Tripeak var et dansk cykelhold, som blev etableret i Solrød Kommune den 1. januar 2014 af Christian Visby og cykelklubben Sydkystens Cycling. Holdet havde siden begyndelsen haft IBT Isolering fra Helsingør som hoved- og navnesponsor, og kørte som et DCU Elite Team. Holdet lukkede ved udgangen af 2024.

## Holdet

### 2024
| Trup 2024               | Trup 2024          | Trup 2024                               | Trup 2024 |
| Rytter                  | Fødselsdag         | Seneste hold                            |           |
| ----------------------- | ------------------ | --------------------------------------- | --------- |
| Jonathan Aagaard Hansen | 16. december 2005  | Team BACH Advokater-CEC Junior (2023)   |           |
| Alfred Christensen      | 22. september 2004 | Ordrup Cycle Club (2023)                |           |
| Acke Dahlblom           | 9. december 2004   | Motala AIF Serneke Allebike (2023)      |           |
| Kasper Due Kaspersen    | 27. maj 2002       | O.B. Wiik-Dan Stillads (2021)           |           |
| Jakob Falk Paarup       | 14. oktober 2005   | Team BACH Advokater-CEC Junior (2023)   |           |
| Peter Asbjørn Hansen    | 14. april 2002     | Herning CK Elite Biemme Danmark (2022)  |           |
| August Birk Hundt       | 3. maj 2005        | Team BACH Advokater-CEC Junior (2023)   |           |
| Carl Kagevi             | 22. januar 2002    | Motala AIF Serneke Allebike (2023)      |           |
| Hjalmar Klyver          | 16. august 2001    | Cykelklubben Bure (2019)                |           |
| Tobias Aarup Levring    | 12. november 2004  | Team Give Steel-2M Cycling Elite (2023) |           |
| Viktor Lychou           | 14. juni 2001      | Södertälje Cykelklubb (2023)            |           |
| Isak Magnusson          | 28. marts 2003     |                                         |           |
| Noah Borgen Morell      | 4. oktober 2004    | Fri Bikeshop Zealand Cycling (2022)     |           |
| Mads Schulz Jørgensen   | 29. oktober 2005   | Tscherning Cycling Academy (2023)       |           |
| Gustav Thompson         | 17. januar 2002    | Mölndals Cykelklubb (2023)              |           |
| Victor Vad              | 5. marts 2005      | Tscherning Cycling Academy (2023)       |           |
|                         |                    |                                         |           |
| Kilde: ProCyclingStats  |                    |                                         |           |

### 2023
| Trup 2023                               | Trup 2023          | Trup 2023                                                | Trup 2023 |
| Rytter                                  | Fødselsdag         | Seneste hold                                             |           |
| --------------------------------------- | ------------------ | -------------------------------------------------------- | --------- |
| Rasmus Bisgaard                         | 28. december 2003  | Team BACH Advokater FRB Optik (2021)                     |           |
| Frederik Hammer                         | 22. februar 1997   | Sydkysten Cycling (2022)                                 |           |
| Peter Asbjørn Hansen                    | 14. april 2002     | Herning CK Elite Biemme Danmark (2022)                   |           |
| Albin Hoflund                           | 30. oktober 2003   | CK Ringen (2021)                                         |           |
| Kasper Due Kaspersen                    | 27. maj 2002       | O.B. Wiik-Dan Stillads (2021)                            |           |
| Hjalmar Klyver                          | 16. august 2001    | Cykelklubben Bure (2019)                                 |           |
| Isak Magnusson                          | 28. marts 2003     |                                                          |           |
| Noah Borgen Morell                      | 4. oktober 2004    | Fri Bikeshop Zealand Cycling (2022)                      |           |
| Marckus Njor                            | 25. juni 2001      | Team Børkop cykler-Giant Næstved /Slagelse junior (2019) |           |
| Thorolf Rønhede (1. jan.–15. maj, note) | 26. februar 2001   | Team NPV-Carl Ras Roskilde Junior (2019)                 |           |
| Willhelm Wallinder                      | 19. august 2001    | Memil Pro Cycling (2020)                                 |           |
| Wincent Wallinder                       | 19. august 2001    | Memil Pro Cycling (2020)                                 |           |
| Frederik Davidsen (20. jun.–31. dec.)   | 6. november 2003   | Sydkysten Cycling (2023)                                 |           |
| Alfred Christensen (7. aug.–31. dec.)   | 22. september 2004 | Ordrup Cycle Club (2023)                                 |           |
| Viktor Lychou (13. sep.–31. dec.)       | 14. juni 2001      | Södertälje Cykelklubb (2023)                             |           |
| Gustav Thompson (16. sep.–31. dec.)     | 17. januar 2002    | Mölndals Cykelklubb (2023)                               |           |
|                                         |                    |                                                          |           |
| Kilde: ProCyclingStats                  |                    |                                                          |           |

note: Thorolf Rønhede, holdskifte

#### Sejre
| 18. mar. | International Tour of Rhodes, 2. etape | 2.2 | Hjalmar Klyver |

### 2022
| Trup 2022                                | Trup 2022          | Trup 2022                                                | Trup 2022 |
| Rytter                                   | Fødselsdag         | Seneste hold                                             |           |
| ---------------------------------------- | ------------------ | -------------------------------------------------------- | --------- |
| Sebastian Andreasson                     | 15. april 2002     | Team ABC Junior (2020)                                   |           |
| Rasmus Bisgaard                          | 28. december 2003  | Team BACH Advokater FRB Optik (2021)                     |           |
| Albin Hoflund                            | 30. oktober 2003   | CK Ringen (2021)                                         |           |
| Felix Fog Holst Larsen                   | 29. september 2003 | Team ABC Junior (2021)                                   |           |
| Kasper Due Kaspersen                     | 27. maj 2002       | O.B. Wiik-Dan Stillads (2021)                            |           |
| Hjalmar Klyver                           | 16. august 2001    | Cykelklubben Bure (2019)                                 |           |
| Marckus Njor                             | 25. juni 2001      | Team Børkop cykler-Giant Næstved /Slagelse junior (2019) |           |
| Thorolf Rønhede                          | 26. februar 2001   | Team NPV-Carl Ras Roskilde Junior (2019)                 |           |
| Lucas Schrøder                           | 7. august 2003     | Team NPV-Carl Ras Roskilde Junior (2021)                 |           |
| Frederik Thomsen                         | 3. oktober 2000    | Casillo-Petroli Firenze-Hopplà (2020)                    |           |
| Nicholas Thorøe-Hansen                   | 6. juli 2001       | Team Børkop cykler-Giant Næstved /Slagelse junior (2019) |           |
| Willhelm Wallinder                       | 19. august 2001    | Memil Pro Cycling (2020)                                 |           |
| Wincent Wallinder                        | 19. august 2001    | Memil Pro Cycling (2020)                                 |           |
| Isak Magnusson (1. jun.–31. dec.)        | 28. marts 2003     |                                                          |           |
| Peter Asbjørn Hansen (20. aug.–31. dec.) | 14. april 2002     | Herning CK Elite Biemme Danmark (2022)                   |           |
|                                          |                    |                                                          |           |
| Kilde: ProCyclingStats                   |                    |                                                          |           |

### 2021
| Trup 2021                            | Trup 2021        | Trup 2021                                                | Trup 2021 |
| Rytter                               | Fødselsdag       | Seneste hold                                             |           |
| ------------------------------------ | ---------------- | -------------------------------------------------------- | --------- |
| Sebastian Andreasson                 | 15. april 2002   | Team ABC Junior (2020)                                   |           |
| Arne Birkemose                       | 24. oktober 1998 | Mysenlan-Baboco-Douterloige (2019)                       |           |
| Frederik Erringsø (1. jan.–31. aug.) | 31. juli 2002    | Herning CK Junior (2020)                                 |           |
| Anders Fynbo (1. jan.–30. okt.)      | 3. juni 1996     | Vetrapo Cycling Team (2019)                              |           |
| Gustav Johansson                     | 2. maj 1999      |                                                          |           |
| Hjalmar Klyver                       | 16. august 2001  | Cykelklubben Bure (2019)                                 |           |
| Linus Eriksson Kvist                 | 10. februar 1999 | Maifracing (2020)                                        |           |
| Matias Malmberg                      | 31. august 2000  | Team Børkop Cykler-Carl Ras Roskilde Junior (2018)       |           |
| Marckus Njor                         | 25. juni 2001    | Team Børkop cykler-Giant Næstved /Slagelse junior (2019) |           |
| Thorolf Rønhede                      | 26. februar 2001 | Team NPV-Carl Ras Roskilde Junior (2019)                 |           |
| Frederik Thomsen                     | 3. oktober 2000  | Casillo-Petroli Firenze-Hopplà (2020)                    |           |
| Nicholas Thorøe-Hansen               | 6. juli 2001     | Team Børkop cykler-Giant Næstved /Slagelse junior (2019) |           |
| Peter Visby                          | 19. februar 1982 |                                                          |           |
| Willhelm Wallinder                   | 19. august 2001  | Memil Pro Cycling (2020)                                 |           |
| Wincent Wallinder                    | 19. august 2001  | Memil Pro Cycling (2020)                                 |           |
| Stinus Kæmpe (19. jun.–31. dec.)     | 26. februar 2001 | Carnegie Caulfield Cycling Club (2020)                   |           |
|                                      |                  |                                                          |           |
| Kilde: ProCyclingStats               |                  |                                                          |           |

#### Sejre
| 30. maj | Slagelse Løbet | Marckus Njor |